# Novaculoides macrolepidotus
Novaculoides macrolepidotus е вид лъчеперка от семейство Labridae, единствен представител на род Novaculoides.

## Разпространение
Видът е разпространен в Индийския океан и западната част на Тихия океан. Среща се на дълбочини до 10 метра от повърхността.

## Описание
Този вид нараства до 16 см на дължина.